# FMO Spacewatch
FMO Spacewatch był projektem prowadzonym przez zespół Spacewatch w latach 2003 – 2006, umożliwiającym internautom poszukiwanie obiektów Fast Moving Objects na zdjęciach z teleskopu z Obserwatorium Kitt Peak w Arizonie (USA) publikowanych na stronie internetowej projektu.
Projekt finansowany był przez fundację Paula G. Allena. W marcu 2006 roku projekt został jednak zakończony z powodu braku funduszy.
Owocem projektu było ponad 40 odkryć małych ciał niebieskich.
| Lp. | Data        | Rodzaj               | Odkrywca                      |
| --- | ----------- | -------------------- | ----------------------------- |
| 1   | 07-X-2005   | FMO ponowne odkrycie | Elżbieta Bogucka – Szczecin   |
| 2   | 25-XI-2005  | FMO                  | Paweł Czuma – Warszawa        |
| 3   | 31-XII-2005 | FMO                  | Rafał Konkol – Szczecin       |
| 4   | 23-X-2004   | FMO                  | Mariusz Kuczewski – Gdańsk    |
| 5   | 12-IX-2005  | FMO                  | Mariusz Trojanowski – Wrocław |
| 6   | 03-V-2005   | sztuczny satelita    | Mariusz Trojanowski – Wrocław |